# Język bislama
Język bislama (od fr. bichelamar, bêche-de-mer) – język kreolski powstały na bazie angielskiego. Jest jednym z języków urzędowych na Vanuatu, gdzie stanowi środek komunikacji międzygrupowej (lingua franca). Posługuje się nim około 200 tys. osób.
Jest częściowo wzajemnie zrozumiały z językami tok pisin i neosalomońskim. Odróżnia się obecnością zapożyczeń z języka francuskiego.
W tym języku został napisany hymn Vanuatu.
Jest zapisywany alfabetem łacińskim.